# Sandrine Thiebaud-Kangni
 (novembre 2017).
Si vous disposez d'ouvrages ou d'articles de référence ou si vous connaissez des sites web de qualité traitant du thème abordé ici, merci de compléter l'article en donnant les références utiles à sa vérifiabilité et en les liant à la section « Notes et références ».
Sandrine Thiébaud-Kangni, née le 21 avril 1976, est une athlète de haut niveau dont le parcours, débuté sous les couleurs françaises, se prolonge depuis 2001 sous celles du Togo. Cette spécialiste du 400 m est présente dans les plus grands évènements internationaux dont les jeux olympiques d' Athènes en 2004, et de Pékin en 2008. 

## Biographie
Sandrine Thiébaud (Kangni) est née à Sucy -en-Brie, en région parisienne d'une mère française et d'un père togolais. Elle débute l’athlétisme en 1985 à l'âge de 9 ans. Elle fera ses premières armes à l'école d’athlétisme de l'Union sportive de Créteil auprès de Doudou N'Diaye avant de très vite rejoindre le groupe de Haut niveau. Elle continuera son ascension sous la houlette de Jacques Piasenta, qui deviendra son entraîneur de 1991 à 2000. De formation générale, elle excelle et débute dans les épreuves combinées (2e aux pointes d'or) puis se spécialise sur le 400m sous l'impulsion de Marie-José Pérec dont elle partage les entraînements.
En 2001, elle part s'entraîner à Melun sous la direction de Georges Wieczorek, un ancien international polonais et elle devient officiellement la représentante du Togo en athlétisme.

## Carrière sportive
À 16 ans, elle décroche sa première sélection en équipe de France junior. Elle devient détentrice du record de France junior du 400 mètres en salle en 1995 et championne d'Europe junior 1995 du relais 4 × 400m.
En 2001, bénéficiant de la double nationalité franco-togolaise, Sandrine décide de concourir sous les couleurs du Togo et devient la deuxième athlète de sa famille à rentrer dans l'équipe nationale et à participer aux Jeux olympiques. Son père, Roger Kangni, spécialiste du 800 m, détenteur du record national du Togo depuis 35 ans, était aux Jeux Olympiques de Munich en 1972.
Grâce à sa double nationalité, elle monte régulièrement sur les podiums français. Championne de France Indoor en 2003, Vice-Championne de France 2004, 2005 et 2006.
Vainqueur du tournoi de la solidarité en 2001, 2006, 2011 à Lome, elle possède 14 records nationaux du Togo (5 en plein air et 11 en salle).
En 2009, elle se lance dans l'heptathlon. L'année suivante, elle passe la barre des 5 000 points (5 079) au Meeting International d'épreuves Combinées à l'Île Maurice et établit un nouveau record national : ses performances sont de 14 s 71 au 100 mètres haies, 1 m 54 au saut en hauteur, 25 s 67 au 200 mètres, 10 mètres 70 au lancer du poids, 5 mètres 70 au saut en longueur, 29 mètres 13 au lancer du javelot, 2 min 13 s 54 au 800 mètres.
Elle se classe cinquième aux championnats d'Afrique 2010 disputés à Nairobi, pour sa première participation dans cette discipline lors des championnats d'Afrique.

## Records personnels
| Épreuve              | Performance   | Vent     | Date            | Lieu             |
| -------------------- | ------------- | -------- | --------------- | ---------------- |
| 100 m haies (84)     | 14 s 35       | +0,9 m/s | 27 juin 2009    | Guéret           |
| Longueur             | 5,75 m        |          | 14 juin 2009    | Nogent-sur-Marne |
| 800 m                | 2 min 07 s 29 |          | 20 juillet 2006 | Tomblaine        |
| 100 m                | 12 s 01       | +0,3 m/s | 6 juin 2003     | Nemours          |
| 300 m                | 37 s 63       |          | 17 août 2003    | Bondoufle        |
| 400 m                | 52 s 50       |          | 24 août 2003    | St denis         |
| 400 m haies (76)     | 58 s 26       |          | 30 mai 1998     | Athènes          |
| 400 m junior - Salle | 53 s 73       |          | 12 février 1995 | Liévin           |

## Participations
- Participation aux jeux olympiques 2004 à Athènes et 2008 à Pékin
- Participation aux championnats du monde 2001, 2003, 2005, 2007 et 2011
- Participation aux championnats du monde en salle 1997, 2003,2004, 2006 et 2008
- Participation aux championnats d'Afrique 2002, 2004, 2006, 2008, 2010
- Participation aux Championnats du monde juniors d'athlétisme 1994
- Participation aux Jeux africains 2004, 2007, 2011
- Participation aux Championnats d'Europe juniors d'athlétisme 1995
- Participation à la Coupe d'Europe des nations d'athlétisme 1999
- Participation à la Coupe d'Europe des Clubs en 1998 et 1999